# Pearl Sinthia Fernandez

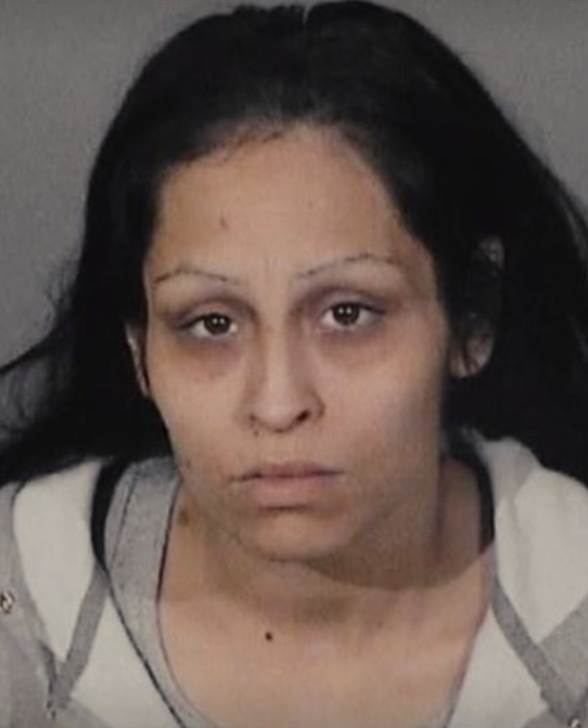
Pearl Fernandez

Pearl Sinthia Fernandez (29 de agosto de 1983), filha de Robert e Sandra Fernandez. Durante sua infância seu pai foi preso e solto, e Fernandez reindivicou que sua mãe não à amava e batia nela. Quando tinha nove anos, Fernandez começou a usar metanfetamina e beber álcool, e quando tinha 11 anos, decidiu fugir de seu lar. Ela abandonou a escola na oitava série. Quando era uma adolecente, reindivicou que seu tio à estuprava e que uns homens que sequestraram-la também à estupraram, o que trouxe pensamentos suicidas após sua saída ao hospital. Teve quatro filhos com Arnold Contreras, incluindo Gabriel. Quando Gabriel nasceu, ela o abandonou ele no hospital três dias depois, o que fez ela perder a guarda do filho onde só recuperaria em 2012. Adicionalmente, dizia que seus namorados, incluindo Aguirre, foram abusivos na relação. Porém sua tia Elizabeth Carranza diz que Arnold falava que ela se tratava como vítima e que era Fernandez que cometia manipulação com ameaças. Após a morte de Gabriel, assumiu a usar opioide e oxicodona.
Fernandez foi diagnosticada com vários problemas mentais como depressão, deficiência de desenvolvimento, transtorno de personalidade e transtorno de estresse pós-traumático. Em 2011, Fernandez fez um teste de capacidade cognitiva, pontuando no terceiro percentil na parte de compreensão verbal do teste, que está em parte com um aluno típico da segunda série. Deborah S. Miora, uma psicóloga clínica afimou que Fernandez é incapaz de usar pensamentos para orientar seu comportamento e controlar suas reações emocionais.
Pearl Fernandez entrou com uma petição em 8 de abril de 2021 que pedia uma nova sentença, mas foi indeferida pelo juiz do Tribunal Superior de Los Angeles, George G. Lomeli. Lomeli disse que revisou cuidadosamente seu pedido de nova sentença, mas concluiu que ela não tinha direito a uma nova sentença.